# Calceolaria teucrioides
Calceolaria teucrioides är en toffelblomsväxtart som beskrevs av August Heinrich Rudolf Grisebach. Calceolaria teucrioides ingår i släktet toffelblommor, och familjen toffelblomsväxter. Inga underarter finns listade i Catalogue of Life.